# Чирвонаје језеро
Чирвонаје (блр. Чырвонае возера; рус. Черво́ное озеро) језеро је у Белорусији. Смештено је у зони Полесја у северном делу Житкавичког рејона на западу Гомељске области. Са површином од око 43 км² треће је по величини језеро у Белорусији, после Нарача и Асвејског језера.
Језеро је од широко око 12,1 км (у правцу северозапад-југоисток), а широко 5,2 км (правац север-југ), и има просечне дубине од око 0,7 м (максимална дубина до 4 метра). Ниво воде у језеру варира до 0,8 м и највиши је у периоду раног пролећа (крај марта и почетак априла). Минерализација воде је 180 до 185 мг/л, а провидност до 0,6 метара. 
Површина језера лежи на надморској висини од 136,4 м. 
Басен око језера је добро каналисан, а преко Малог Бобрика отиче ка реци Припјат. Обале су доста ниске и богате тресетом, док је дно муљевито. 
Језеро је доста богато рибом, посебно штуком, смуђем и девериком. Дуж обале живе бројне колоније даброва и видри. 